# 12-й Вирджинский пехотный полк
12-й Вирджинский добровольческий пехотный полк (англ. 12th Virginia Volunteer Infantry Regiment) был пехотным полком, набранным в штате Виргиния для службы в армии Конфедерации во время Гражданской войны в США. Он сражался в составе бригады Махоуна и Вайсигера. Полк известен тем, что его рядовые в мае 1864 года по ошибке ранили генерала Лонгстрита.

## Формирование
12-й Вирджинский был сформирован в Норфолке в мае 1861 года на основе 4-го батальона вирджинского ополчения (который в итоге стал ротой «В»). Майор 4-го батальона, Дэвид Вайсигер, стал первым полковником новосформированного полка.
Роты полка были набраны в Петерсберге, Ричмонде, Хиксфорде и Норфолке. Полк прошёл все сражения Северовирджинской армии от Севен-Пайнс до Колд-Харбора, сражался в траншеях Петерсберга и участвовал в отступлении к Аппомматтоксу.

## Боевой путь
16 ноября 1861 года полковник Уильям Махоун был повышен до бригадного генерала, и в том же месяце 12-й Вирджинский был включён в его бригаду. Полк активно сражался в Семидневной битве, после чего был переброшен под Манассас и участвовал в атаке федеральной армии во втором сражении при Булл-Ран. В этом бою был ранен бригадный генерал Махоун, и заменивший его Вайсигер тоже. 8 из 12-ти капитанов полка оказались убиты и ранены. В итоге к началу Мерилендской кампании в полку осталось только 150 человек.
Во время вступления в Мериленд полком командовал капитан роты «I» Ричард Джонс. Полк участвовал в сражении в Южных горах, где оборонял ущелье Крэмптона. Джеб Стюарт писал об этом так: «Вскоре прибыл полковник Пархам, командир бригады Махоуна, с 6-м и 12-м вирджинскими полками, едва насчитывавшими вместе 300 человек, и этот маленький отряд почти 3 часа удерживал свою позицию…»

## Интересные факты
Уильям Манн, 46-й губернатор Вирджинии, служил в 12-м вирджинском полку вплоть до своего ранения в сражении при Севен-Пайнс.